# Фатєєв Анатолій Михайлович
Анатолій Михайлович Фатєєв (26 вересня 1931, тепер Російська Федерація — 19 жовтня 2006, місто Санкт-Петербург) — радянський державний діяч, 2-й секретар Ленінградського обласного комітету КПРС. Член Центральної Ревізійної комісії КПРС у 1986—1990 роках. Депутат Верховної Ради Російської РФСР 11-го скликання.

## Життєпис
Під час німецько-радянської війни деякий час був в'язнем німецького концентраційного табору.
У 1948 році закінчив технічне училище в Ленінграді.
У 1948—1951 роках — слюсар-складальник Ленінградського заводу поліграфічних машин.
У 1951—1954 роках — у Радянській армії.
У 1954—1968 роках — слюсар-складальник, старший інженер відділу, начальник технологічного бюро цеху, заступник секретаря партійного комітету, секретар партійного комітету Ленінградського заводу поліграфічних машин.
Член КПРС з 1955 року.
У 1968 році закінчив Ленінградський інженерно-економічний інститут.
У 1968—1973 роках — секретар, 2-й секретар Петроградського районного комітету КПРС міста Ленінграда.
У 1973—1980 роках — завідувач відділу Ленінградського міського комітету КПРС.
У 1980—1986 роках — секретар Ленінградського міського комітету КПРС.
У січні — 20 травня 1986 року — секретар Ленінградського обласного комітету КПРС.
20 травня 1986 — 25 квітня 1990 року — 2-й секретар Ленінградського обласного комітету КПРС.
У квітні 1993 — жовтні 2000 року — радник голови правління Промислово-будівельного банку в Санкт-Петербурзі. У 1995—2003 роках — голова ради недержавного пенсійного фонду Промислово-будівельного банку в Санкт-Петербурзі.
З 2003 року — на пенсії в місті Санкт-Петербурзі.
Помер 18 жовтня 2006 року. Похований в Санкт-Петербурзі на Смоленському цвинтарі.

## Нагороди і звання
- ордени
- медалі